# Milan Miklas
Milan Miklas (* 14. srpna 1968) je bývalý český prvoligový fotbalový brankář.

## Hráčská kariéra
Albrechtický odchovanec odehrál v nejvyšší soutěži ČR 8 celých utkání za Karvinou v ročníku 1998/99, v nichž dvakrát udržel čisté konto. Debutoval v neděli 14. března 1999 v Karviné proti Plzni (výhra 2:0).
Ve druhé lize chytal za Baník Havířov a Karvinou, nastoupil ve více než 100 utkáních.
Po obnovení činnosti havířovského A-mužstva zde byl v sezoně 2004/05 členem vítězného týmu I. B třídy Moravskoslezského kraje – sk. C (13 startů) a v ročníku 2005/06 i v I. A třídě Moravskoslezského kraje – sk. B (13 startů). V sezoně 2006/07 si připsal 22 starty v Přeboru Moravskoslezského kraje už za nově založený MFK Havířov. Na soupisce byl i v ročníku 2007/08 v divizi (sk. D).
Později se účastnil zápasů starých gard s bývalými prvoligovými hráči (mj. Ivo Staš, Petr Samec a Ivo Králík), věnoval se také futsalu.

## Ligová bilance
| Ročník             | Zápasy | Góly | Minuty | Nuly | Klub             |
| ------------------ | ------ | ---- | ------ | ---- | ---------------- |
| II. liga 1993/94   | –      | 0    | –      | –    | FK Baník Havířov |
| II. liga 1994/95   | –      | 0    | –      | –    | FK Baník Havířov |
| II. liga 1995/96   | 19     | 0    | –      | –    | FK Baník Havířov |
| II. liga 1996/97   | 21     | 0    | –      | –    | FK Baník Havířov |
| I. liga 1998/99    | 8      | 0    | 720    | 2    | FC Karviná       |
| II. liga 1999/00   | 22     | 0    | –      | –    | FC Karviná       |
| II. liga 2000/01   | 15     | 0    | –      | –    | FC Karviná       |
| CELKEM I. LIGA ČR  | 8      | 0    | 720    | 2    |                  |
| CELKEM II. LIGA ČR | –      | 0    | –      | –    |                  |